# William Tilden
William Tatem Tilden II (Filadélfia, Pensilvânia, 10 de fevereiro de 1893, — Los Angeles, 5 de junho de 1953), mais conhecido como "Bill Tilden“, foi um tenista estado-unidense que foi o número 1 mundial durante sete anos, a última vez quando ele tinha 38 anos de idade. Seu nome, ao nascer, era William Tatem Tilden Junior, mas trocou o "Junior" por "II" ainda jovem.
Tilden foi o tenista de maior sucesso na década de 1920 e um dos melhores tenistas de todos os tempos. Com exceção da década de 1950, quando Pancho Gonzales dominou o cenário tenístico profissional mundial, jamais houve um outro tenista que dominasse o esporte por tanto tempo como ele o fez. Além de seus sucessos nos torneios do Grand Slam, ele venceu a Copa Davis com a equipe dos EUA sete vezes.
O livro "The Book of Tennis Facts and Feats", de Lance Tingay, e "Guinness World Records", de Norris McWhirter, atestam que um saque de 262,8 km/h foi obtido por ele em 1931.
Tilden também foi o único tenista homem de sua época que se assumiu homossexual.
Tilden entrou para o International Tennis Hall of Fame em 1959. Em 2014, Tilden foi considerado pela Revista Tênis um dos "10 tenistas que transformaram a forma como o tênis é jogado". Segundo a revista, "Tilden também foi um dos primeiros a pensar o esporte de forma estratégica, comparando-o frequentemente a uma partida de xadrez".